# Intel 8253

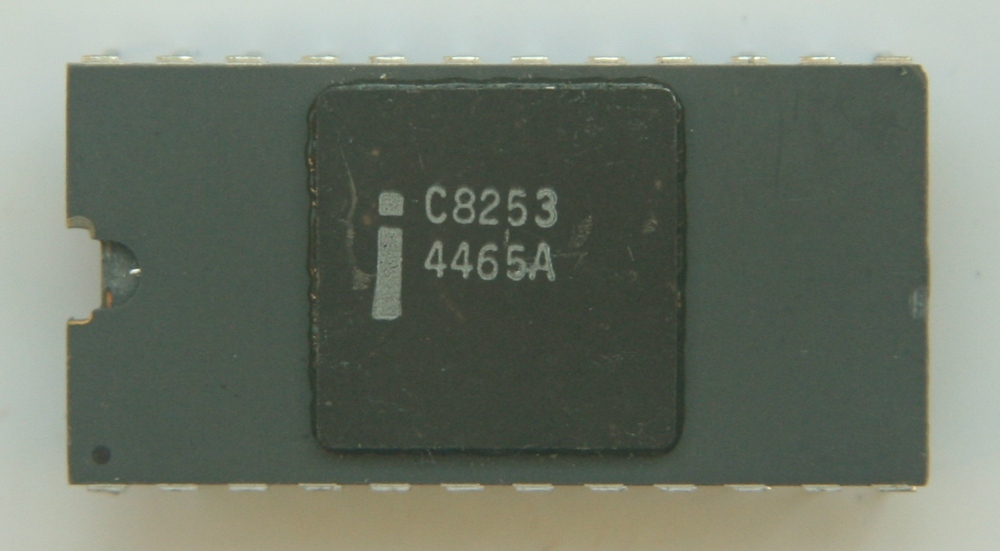
Intel C8253

Intel 8253 и 8254 — электронный компонент, микросхема программируемого трёхканального таймера и счётчика интервалов. Использовалась в IBM PC-совместимых компьютерах с 1981 года. В современных персональных компьютерах её функцию выполняет южный мост. Содержит три равноправных независимых 16-разрядных счётчика, которые могут работать в шести режимах.
Советский аналог — КР580ВИ53.

## Режимы работы
- Режим 0: прерывание терминального счёта.
- Режим 1: ждущий мультивибратор.
- Режим 2: генератор импульсов.
- Режим 3: генератор каскада.
- Режим 4: одиночный программно управляемый строб.
- Режим 5: одиночный аппаратно запускаемый строб.